# Illosporium coccineum
Illosporium coccineum är en lavart som beskrevs av Fr. 1829. Illosporium coccineum ingår i släktet Illosporium, ordningen köttkärnsvampar, klassen Sordariomycetes, divisionen sporsäcksvampar och riket svampar.   Inga underarter finns listade i Catalogue of Life.